# Philip Yordan
Philip Yordan (1. april 1914 - 24. marts 2003) var en amerikansk manuskriptforfatter, som også producerede flere film. Han var også kendt som en højt respekteret script læge. Hans forældre var polske indvandrere, han tog en bachelorgrad ved University of Illinois og en juridisk embedseksamen ved Chicago-Kent College of Law.

## Filmografi
- 1968 - General Custers sidste kamp	(Produktion)
- 1965 - Panserslaget ved Ardennerne	(Manus)
- 1964 - Romerrigets fald (Manus)
- 1962 - Den nat triffiderne kom (Manus)
- 1961 - El Cid (Manus)
- 1961 - Kongernes konge (Manus)
- 1955 - Han kom fra Laramie (Manus)
- 1955 - Gangsternes konge (Manus)
- 1954 - Den brudte lanse (Manus)
- 1954 - Johnny Guitar (Manus)
- 1953 - Flammer over Mexico	(Manus)
- 1945 - Ganster-kongen John Dillinger (Manus)
- 1942 - Jazzens pionerer (Manus)